# Red vs. Blue
Red vs. Blue é uma websérie cômica de machinima criada pela Rooster Teeth Productions. Criada a partir da série de jogos eletrônicos Halo, a série narra a história de dois esquadrões de soldados inicialmente lutando entre si em um cânion isolado, em uma paródia dos gêneros guerra, ficção científica e jogos de tiro em primeira pessoa. Após os primeiros episódios em 2004 terem grande popularidade, os criadores da série decidiram largar seus empregos e trabalhar com a Rooster Teeth em tempo integral. A partir da oitava temporada, Red vs. Blue passou a ter sequências de animação digital que não tinham as mesmas limitações das geradas com o modo multiplayer de Halo. Red vs. Blue é a série episódica online mais duradoura da história, e segunda animação mais longa depois de Homestar Runner. A encarnação original da série acabou em Red vs. Blue: Restoration, originalmente planejado como uma temporada e retrabalhado como um filme, lançado em 2024 e sendo a última produção da Rooster Teeth antes de seu fechamento pela Warner Bros.  Uma versão legendada em português foi exibida no sítio eletrónico de fluxo de média Netflix.

## História
No Século 26, enquanto Master Chief lidera a guerra contra alienígenas hostis, no cânion isolado de  Barraco de Sangue, duas equipes, vermelhas e azuis, protegem suas bandeiras enquanto discutem entre si. Após a chegada de dois novatos estúpidos, o vermelho Donut e  o azul Caboose, a rotina até então tediosa vira um caos, com a chegada de mercenários e as tropas eventualmente descobrindo serem parte de um projeto que criava supersoldados.

## Personagens
Time Vermelho

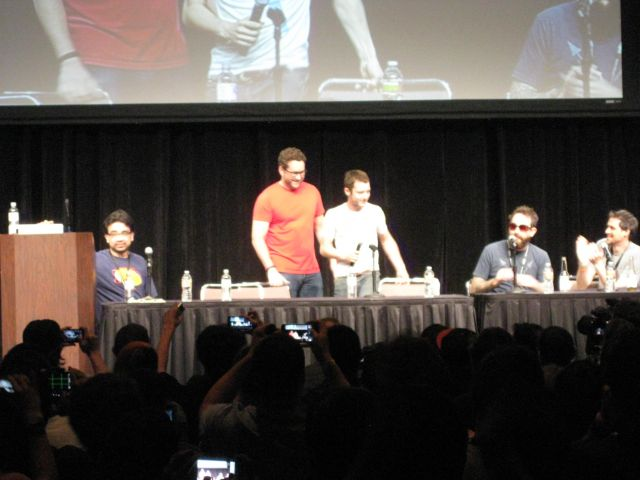
Cinco dos atores principais e um dos convidados. Da esquerda para direita: Gus Sorola, Burnie Burns, Elijah Wood, Geoff Ramsey, e Joel Heyman.

- Sarge (Matt Hullum): O sargento de armadura vermelha com um espesso sotaque texano que lidera a equipe. Apesar de sua proeficiência com máquinas e sua espingarda, a guerra claramente já distorceu sua mente, visto arroubos ilógicos e um vício em batalha.
- Dexter Grif (Geoff Ramsey): Um preguiçoso comilão de armadura laranja, alvo do ódio de Sarge.
- Richard "Dick" Simmons (Gus Sorola): Um nerd de armadura grená, bajulador de Sarge e sempre discutindo com os outros.
- Lopez la Pesado (Burnie Burns): Um robô de armadura marrom, responsável por consertar os veículos do esquadrão. Após um erro de Sarge na inserção de sua unidade de fala, só consegue falar espanhol, que ninguém na equipe entende.
- Franklin Delano Donut (Dan Godwin): O ingênuo novato da equipe, depois de ganhar uma armadura rosa passa a se comportar de maneira mais afetada beirando a homossexualidade, em especial ao falar termos de duplo sentido.

Time Azul

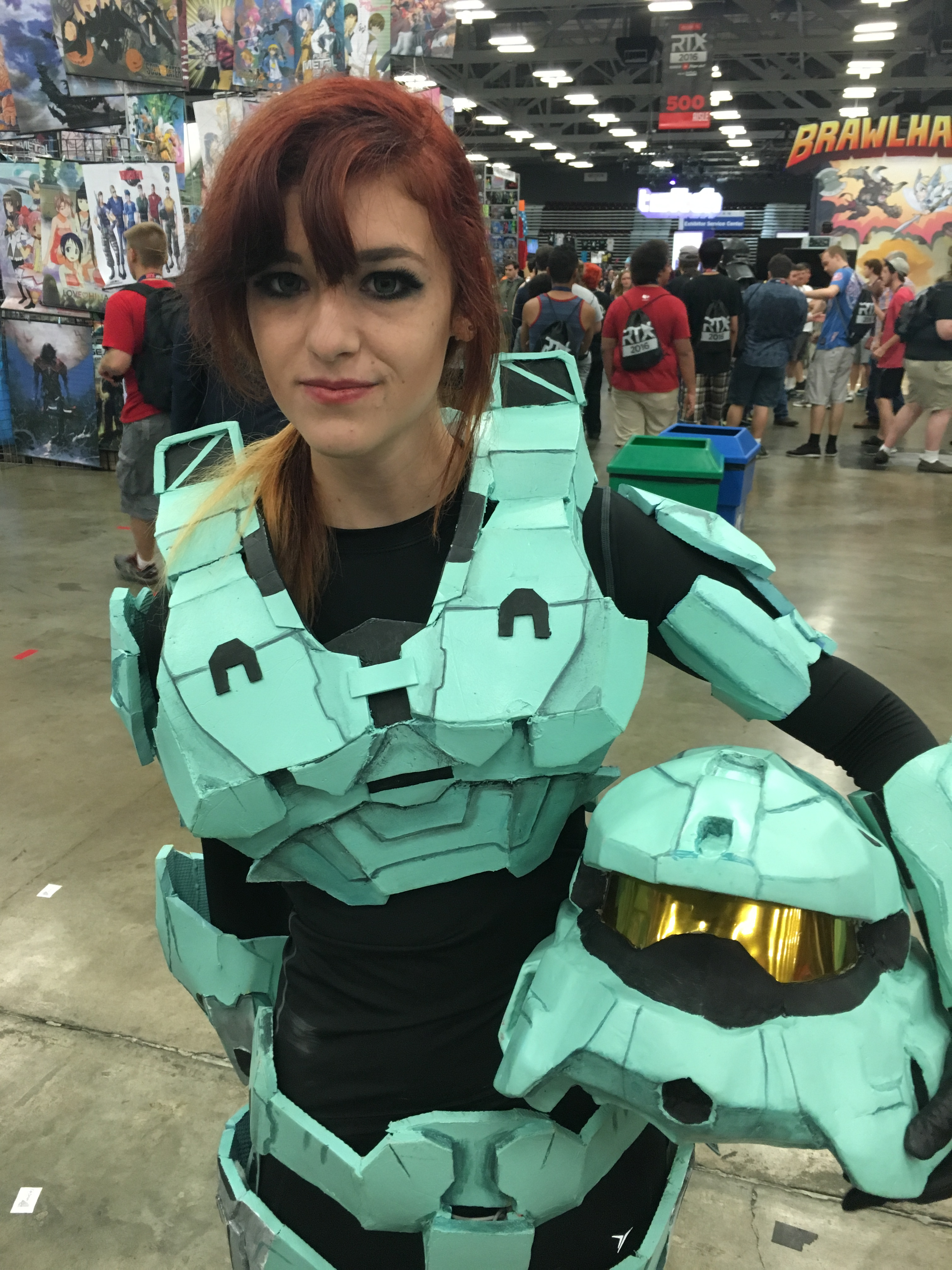
Cosplay da Agente Carolina.

- Leonard L. Church (Burnie Burns): O líder da equipe desde a morte do capitão Flowers. Tem armadura cobalto, uma mira péssima e é frustrado com a inépcia de sua equipe, que causou sua morte já nos primeiros episódios da série, obrigando Church a precisar possuir robôs para ter um corpo novamente.
- Lavernius Tucker (Jason Saldaña): Um pervertido de armadura ciano, que adora apontar frases de duplo sentido. Usa uma espada de energia e teve um filho alienígena após ser atacado e impregnado por um extraterrestre.
- Michael J. Caboose (Joel Heyman): O estúpido novato de armadura azul escuro, idolatra Church apesar dele se ressentir do fato de Caboose ter causado sua morte.
- Sheila (Yomary Cruz): A inteligência artificial do tanque da equipe.
- Kaikaina "Sister" Grif (Becca Frasier): A promíscua e tola irmã de Grif, que veste uma armadura amarela e se alistou só para ir atrás do irmão - sem saber que acabaria na equipe oposta.
- Agente Washington "Wash"\David (Shannon McCormick): De armadura cinza, temporariamente cobalto, foi parte do Projeto Freelancer que criou supersoldados e acabou se unindo aos Azuis após uma missão para investigá-los e se tornou o novo líder. Foi hospedeiro de uma inteligência artificial que enlouqueceu ao ser instalada, Epsilon (Burnie Burns), incidente que fez sua sanidade ser questionada pelos superiores.
- Agente Carolina (Jen Brown): Dona de uma armadura verde-água, antigamente foi uma das recrutas mais eficazes do Projeto Freelancer. Dada como morta anos antes, revelou-se viva ao se unir aos Vermelhos e Azuis com o intuito de encontrar e se vingar de seus antigos superiores. Foi brevemente hospedeira de duas inteligências artificiais, Eta e Iota.
- Capitão Butch Flowers (Ed Robertson): O afável primeiro líder da equipe, morto após uma reação alérgica a aspirina que pôs Church no comando e fez Tucker herdar sua armadura. Mais tarde é revelado que fez parte do Projeto Freelancer.

Mercenários (Projeto Freelancer)
- Agente Texas "Tex"\Allison (Kathleen Zuelch): Uma mercenária de armadura preta, ex-namorada de Church. Era hospedeira de uma inteligência artificial hostil e ambiciosa, Omega\O'Malley (Burnie Burns\Matt Hullum).
- Agente Wyoming\Reginald (Matt Hullum): Um mercenário com sotaque britânico e armadura branca, com um equipamento que o permite retroceder no tempo. Sua inteligência artificial é o enganador Gamma\Gary (voz criada pelo MacInTalk).
- Agente York (Sean Duggan): Um ex-mercenário tornado ladrão de armadura cinza. Após se unir a Tex na sua busca por Wyoming, acaba baleado e morto apesar de seu equipamento que cura feridas. Sua inteligência artificial é o analítico Delta (Mark Bellman)
- Agente South Dakota (Shana Merlin): Mercenária agressiva e impetuosa de armadura roxa, acaba por trair Washington quando se uniu a ele na busca por outro agente, levando Wash a matá-la por vingança.
- Agente North Dakota (John Erler): O irmão gêmeo de South, calmo e hospedeiro da inteligência artificial Theta (J.D. Burns). Morto em uma emboscada da qual South escapou. Assim como a irmã, consegue gerar um campo de força.
- O Meta\Agente Maine: Vilão principal das temporadas 6 a 8, é um ex-agente que influenciado pela ambiciosa inteligência artificial Sigma (Elijah Wood) passou a caçar outros agentes e roubar suas IAs e equipamento especial.
- C.T.\Agente Connecticut "Connie" (Samantha Ireland): Uma misteriosa mercenária que na verdade ajudava uma facção de insurgentes, sendo amante do líder (Michael Joplin) que após a morte de C.T.  assumiu sua identidade.

Outros

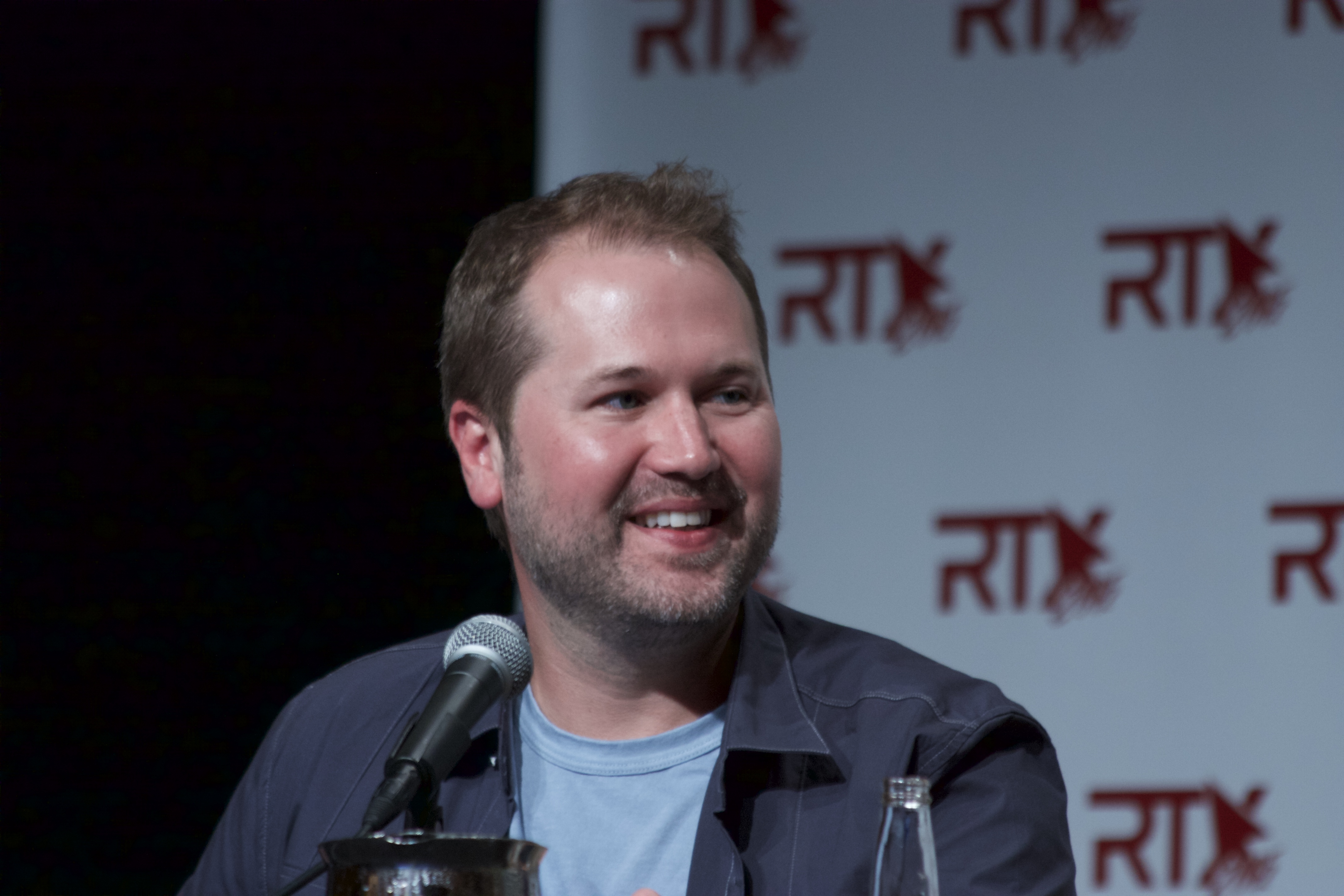
Matt Hullum dubla Sarge, Doc e Wyoming, além de ter escrito e dirigido episódios.

- Frank "Doc" DuFresne (Matt Hullum): Um médico pacifista de armadura roxa, chamado para tratar dos feridos em Blood Gulch. Acaba depois sendo possuído por O'Malley.
- VIC (Burnie Burns): Supostamente o contato das equipes com o Alto Comando, na verdade é uma inteligência artificial pouco colaborativa que fala com muitos tiques.
- Locus (Gray G. Haddock) e Felix (Miles Luna): Dois mercenários que os protagonistas conheceram ao cair no planeta Chorus, cada um combatendo de um lado da guerra civil que o planeta enfrentava.
- Vanessa Kimball (Lindsay Jones) e Donald Doyle (Gray G. Haddock): Líderes das duas facções em guerra de Chorus.
- John Smith (Ryan Haywood), Charles Palomo (Kerry Shawcross), Antoine Bitters (Brandon Farmahini) e Katie Jensen (Barbara Dunkelman): Quatro soldados sob Kimball que os protagonistas escolhem para ser seus tenentes.
- Dra. Emily Grey (Arryn Zech): Uma médica inteligente mas louca que tratava a facção de Doyle.
- Genkins (Ricco Fajardo): O trapaceiro e manipulador membro de um suposto panteão, os Poderes Cósmicos.
- Chrovos (Ray Schillens\Lee Eddy): O criador dos Poderes Cósmicos, que acabaria preso pelos mesmos.

## Episódios

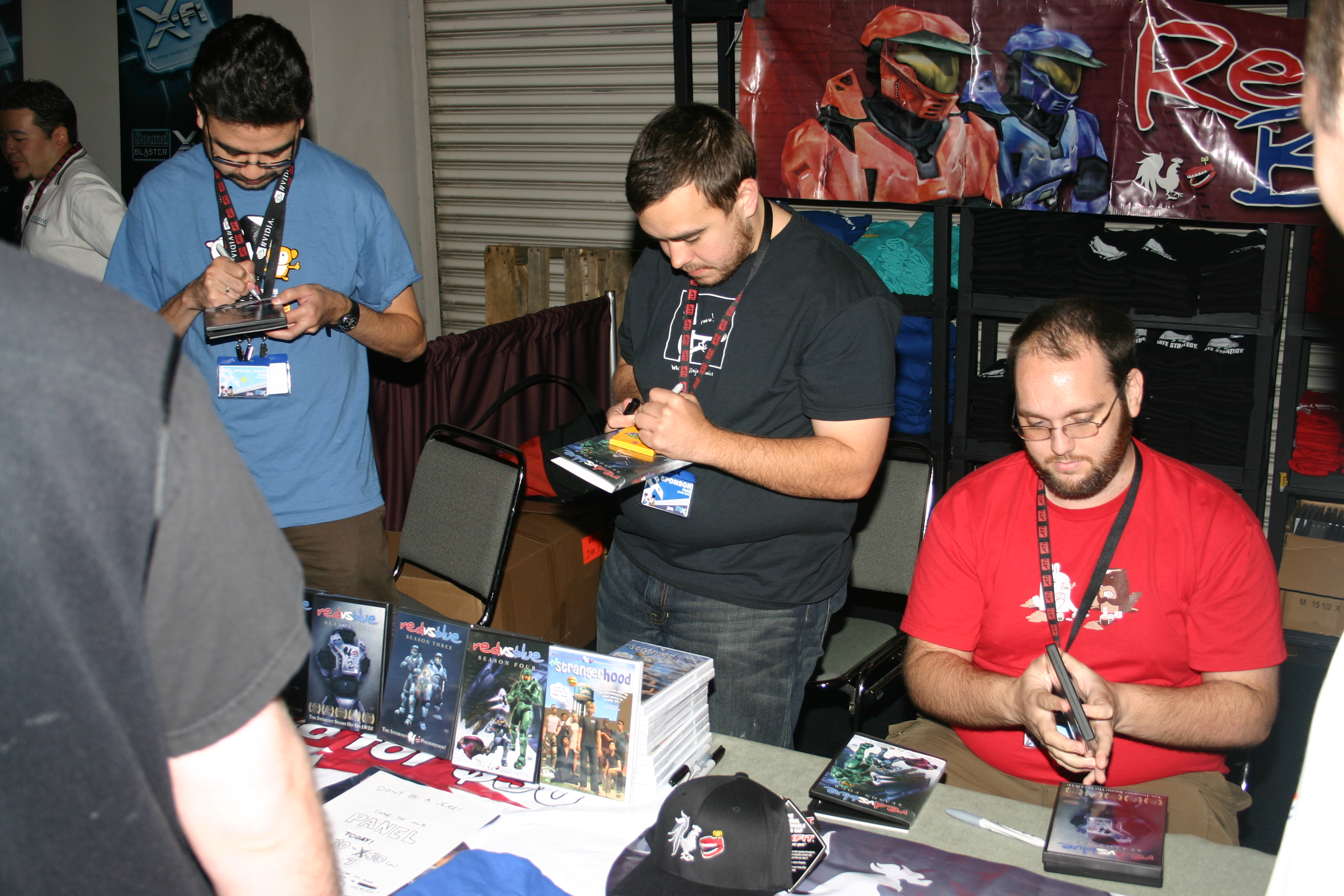
Gus Sorola (Simmons), Jason Saldaña (Tucker) e Dan Godwin (Donut) vendendo DVDs da série em uma convenção.

| Temporada | Temporada | História                   | Episódios | Episódios | Originalmente exibido | Originalmente exibido  | Jogo                     |
| Temporada | Temporada | História                   | Episódios | Episódios | Estreia da temporada  | Final da temporada     | Jogo                     |
| --------- | --------- | -------------------------- | --------- | --------- | --------------------- | ---------------------- | ------------------------ |
|           | 1         | The Blood Gulch Chronicles | 19        | 19        | 1 de abril de 2003    | 28 de setembro de 2003 | Halo                     |
|           | 2         | The Blood Gulch Chronicles | 19        | 19        | 3 de janeiro de 2004  | 11 de junho de 2004    | Halo                     |
|           | 3         | The Blood Gulch Chronicles | 19        | 19        | 12 de outubro de 2004 | 18 de maio de 2005     | Halo / Halo 2 / Marathon |
|           | 4         | The Blood Gulch Chronicles | 20        | 20        | 29 de agosto de 2005  | 1 de abril de 2006     | Halo 2                   |
|           | 5         | The Blood Gulch Chronicles | 23        | 23        | 2 de outubro de 2006  | 28 de junho de 2007    | Halo 2                   |
|           | 6         | The Recollection           | 19        | 19        | 5 de abril de 2008    | 30 de outubro de 2008  | Halo 3                   |
|           | 7         | The Recollection           | 19        | 19        | 15 de junho de 2009   | 26 de outubro de 2009  | Halo 3                   |
|           | 8         | The Recollection           | 20        | 20        | 1 de abril de 2010    | 13 de setembro de 2010 | Halo 3                   |
|           | 9         | Project Freelancer         | 20        | 20        | 14 de junho de 2011   | 14 de novembro de 2011 | Halo: Reach              |
|           | 10        | Project Freelancer         | 22        | 22        | 28 de maio de 2012    | 5 de novembro de 2012  | Halo 3                   |
|           | 11        | The Chorus Trilogy         | 19        | 19        | 14 de junho de 2013   | 11 de novembro de 2013 | Halo 4                   |
|           | 12        | The Chorus Trilogy         | 19        | 19        | 28 de abril de 2014   | 29 de setembro de 2014 | Halo 4                   |
|           | 13        | The Chorus Trilogy         | 20        | 20        | 31 de março de 2015   | 6 de setembro de 2015  | Halo 4                   |
|           | 14        | Antologia                  | 24        | 24        | 8 de maio de 2016     | 16 de outubro de 2016  | Vários                   |
|           | 15        | The Shisno Paradox         | 21        | 21        | 2 de abril de 2017    | 20 de agosto de 2017   | Halo 5                   |
|           | 16        | The Shisno Paradox         | 15        | 15        | 15 de abril de 2018   | 22 de julho de 2018    | Halo 5                   |
|           | 17        | The Shisno Paradox         | 12        | 12        | 9 de março de 2019    | 25 de maio de 2019     | Halo 5                   |
|           | 18        | Zero                       | 11        | 11        | 9 de novembro de 2020 | 28 de dezembro de 2020 | Unreal Engine            |
|           | 19        | Restoration                | 1         | 1         | 7 de maio de 2024     | 7 de maio de 2024      | Halo Infinite            |

Minisséries canônicas
| Título                                             | Data                                            | Episódios | Notas                                           |
| -------------------------------------------------- | ----------------------------------------------- | --------- | ----------------------------------------------- |
| Red vs. Blue: Out of Mind                          | 16 de junho de 2006 – 3 de Outubro de 2006      | 5         | Eventos entre as temporadas 4 e 5               |
| Red vs. Blue: Recovery One                         | 28 de Outubro de 2007 – 7 de Dezembro de 2007   | 4         | Eventos após Out of Mind, antes da 6ª temporada |
| Red vs. Blue: Relocated                            | 9 de Fevereiro de 2009 – 9 de Março de 2009     | 4         | Eventos entre as temporadas 6 e 7               |
| Red vs. Blue: MIA                                  | 13 de Novembro de 2011 - 17 de Dezembro de 2011 | 6         | Eventos durante a 9ª temporada                  |
| Red vs. Blue: Where There's a Will, There's a Wall | 14 de Abril de 2012 - 28 de Abril de 2012       | 3         | Eventos durante a 9ª temporada                  |

Minisséries não-canônicas
| Título                                | Data                                             | Episódios | Notas |
| ------------------------------------- | ------------------------------------------------ | --------- | --- |
| Red vs. Blue: Halo 3 Preparations     | Julho de 2007 – Agosto de 2007                   | 5         | Vídeos promovendo os novos recursos de Halo 3.                                                             |
| Red vs. Blue: ODST                    | 1 de Setembro de 2009 - 11 de Setembro de 2009   | 3         | Como promoção de Halo 3: ODST, o elenco da série visita tal jogo.                                          |
| Red vs. Blue: Holiday Plans           | 4 de janeiro de 2010 - 6 de Janeiro de 2010      | 3         | Originalmente criado para Halo Waypoint, após a temporada 7. O elenco sai de férias.                       |
| Team Slipspace: An Epic Grifball Saga | 20 de Fevereiro de 2010 - 16 de Setembro de 2013 | 13        | Derivado centrado em um time de Grifball.                                                                  |
| Red vs. Blue: Reach                   | 9 de Agosto de 2010 - 8 de Setembro de 2010      | 3         | Como promoção de Halo: Reach, o elenco da série visita tal jogo.                                           |
| Red vs. Blue: Family Shatters         | 20 de Outubro de 2021-21 de Dezembro de 2021     | 11        | Esquetes similares a sitcoms com os personagens da 18ª temporada; mais tarde designado como a temporada 19 |
| Red vs. Blue: Halo Recaps             | 8 de Abril de 2022-20 de Maio de 2022            | 4         | Sarge, Grif e Simmons recapitulam os episódios da série Halo, do Paramount+                                |
| Red vs. Blue: QvsA                    | 20 de Outubro de 2021-8 de Dezembro de 2021      | 8         | Grif e Simmons respondem perguntas em curtas feitos em Halo Infinite                                       |